# 림 케리시
림 케리시(Reem Kherici, 1983년 2월 13일 ~ )는 프랑스의 배우, 희극인, 영화 각본가이다.

## 출연 작품

### 영화
- OSS 117: 리오 대작전 (2009)
- 콜롬비아나 (2011)
- 사하라 (2017) - 목소리
- 니키 라슨 (2018)

### 텔레비전
- 르 그랑 주르날 (2005-7)